# Tendilla
Tendilla é um município da Espanha na província de Guadalajara, comunidade autónoma de Castilla-La Mancha, de área 22,80 km², com população de 330 habitantes (2004) e densidade populacional de 14,47 hab/km².[carece de fontes?]

## Demografia
| Variação demográfica do município entre 1991 e 2004 | Variação demográfica do município entre 1991 e 2004 | Variação demográfica do município entre 1991 e 2004 | Variação demográfica do município entre 1991 e 2004 |
| --------------------------------------------------- | --------------------------------------------------- | --------------------------------------------------- | --------------------------------------------------- |
| 1991                                                | 1996                                                | 2001                                                | 2004                                                |
| 426                                                 | 370                                                 | 308                                                 | 330                                                 |